# The Bandit King
Pour plus de détails, voir Fiche technique et Distribution.
The Bandit King est un film muet américain réalisé par Gilbert M. Anderson et sorti en 1907.

## Fiche technique
- Titre : The Bandit King
- Réalisation : Gilbert M. Anderson
- Scénario :
- Photographie :
- Montage :
- Producteur : Harry Buckwalter, William Selig
- Société de production : Selig Polyscope Company
- Société de distribution : Selig Polyscope Company
- Pays d'origine :  États-Unis
- Langue : film muet avec les intertitres en anglais
- Format : Noir et blanc — 35 mm — 1,33:1 — Muet
- Genre : Film dramatique, Western
- Durée :  1 minute
- Dates de sortie :
  -  États-Unis : 29 juin 1907

## Distribution
- Gilbert M. Anderson
- Joseph Dennis
- Orph Hall
- Bert Latimer
- James Mencimer
- Tom Normile